# John Ramage (Maler)

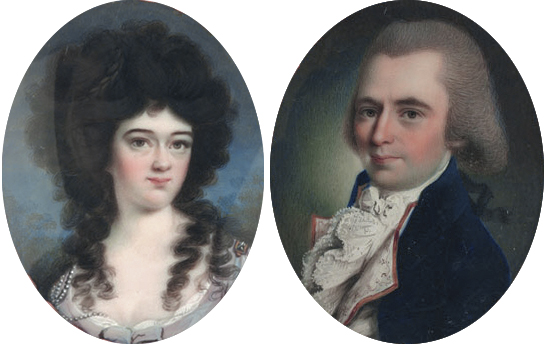
John Pintard and Elizabeth Brasher (1787) von John Ramage

John Ramage (* um 1748 in Irland; † 24. Oktober 1802 in Montreal) war ein irisch-amerikanischer Miniaturmaler und Goldschmied.

## Leben
John Ramage wurde um 1748 in Irland geboren. Ab 1763 studierte er an der Zeichenschule der Dublin Society. Nach Abschluss seiner Ausbildung lebte er zunächst in London und ließ sich um 1772 in Halifax, Nova Scotia, nieder. 1775 zog er nach Boston, wo er sich als Miniaturmaler und Goldschmied etablierte. Bereits im folgenden Jahr kehrte er mit einem loyalistischen Regiment nach Halifax zurück, verließ jedoch bald darauf seinen Dienst und ging nach dem britischen Einmarsch nach New York City, um dort nach Porträtaufträgen zu suchen. In New York stieg Ramage rasch zum führenden Miniaturmaler der Stadt auf. Diese Stellung hatte er bis zu seiner Abreise nach Montreal im Jahr 1794 inne. Über sein Privatleben ist wenig bekannt, doch scheint es von persönlichen und finanziellen Schwierigkeiten geprägt gewesen zu sein. John Ramage starb am 24. Oktober 1802 in Montreal, wohin er vor seinen Gläubigern geflohen war.

## Werk
John Ramage spezialisierte sich auf Miniaturporträts in ovalen und elliptischen Formaten, die oft in kunstvoll gefertigten Goldfassungen eingefasst waren. Diese Gehäuse, die entweder importiert waren oder von ihm selbst entworfen und hergestellt wurden, zeichneten sich durch filigrane Riffelungen, gezackte Ränder und eingravierte Zierleisten aus. Neben Porträts schuf Ramage auch allegorische und memoriale Miniaturszenen. Zu seinen bedeutenden Auftraggebern zählten prominente Persönlichkeiten wie George Washington und George Clinton, der Gouverneur von New York, sowie Mitglieder der Familien Van Rensselaer, Ludlow, Van Cortlandt und Pintard. Ramage verband in seinem Werk die Ausbildung zum Zeichner mit dem kunsthandwerklichen Geschick eines Goldschmieds. Sein Arbeitsplatz mit Werkzeugen und Mustern befindet sich heute im Besitz der New York Historical Society.